# Rambla
Una rambla (de l'àrab rámla, «areny, sorral») és un corrent d'aigua intermitent que depèn del règim de pluges.
És una denominació que als Països Catalans només és d'ús habitual en l'actualitat al País Valencià i al Matarranya, mentre que a la resta del domini lingüístic se'n diu normalment riera o torrent. El seu ús es documenta per primera vegada en català l'any 1249. Una rambla és, per tant, un curs fluvial normalment sec per on només en determinats moments de l'any hi transcorren aigües. És un tret geogràfic típic del nord de la Mediterrània, on hi ha un règim de pluges irregular, amb grans xàfecs concentrats a l'inici de la tardor. Per extensió, una rambla és el passeig fet al llit d'una riera.
El llit sorrenc de les rambles o rieres va donar lloc a carrers amples, generalment arbrats i amb una voravia central, destinats a passejar-hi. Actualment, però, i sovint per influència de la Rambla de Barcelona, designa passeigs que no tenen l'origen en cap riera i que fins i tot són paral·lels a la costa.

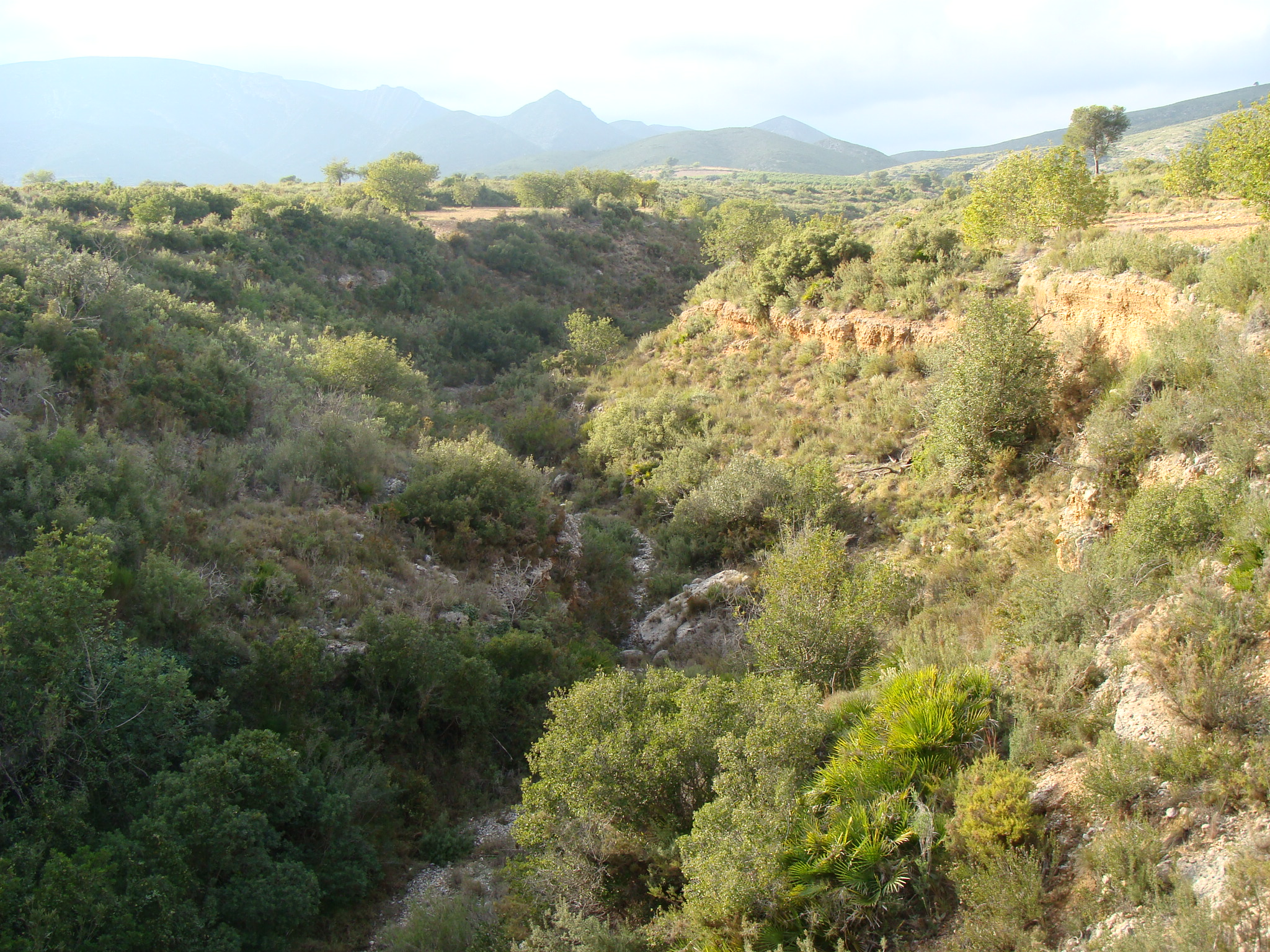
Rambla de la Colaita procedent de la Serra del Caballó (visible a l'esquerra en la imatge) al terme municipal de Catadau (València).

Una característica de les rambles o torrents és el seu fort pendent i escassa longitud, el que les diferencia dels rius, encara que gairebé sempre (sobretot en el clima mediterrani), els rius solen recollir en el seu curs alt una sèrie de rambles que formen el riu pròpiament dit. En algunes ocasions s'aplica aquest mot a veritables rius amb cabal permanent, com és el cas del riu Magre o Rambla d'Algemesí, a la província de València.

## Geomorfologia

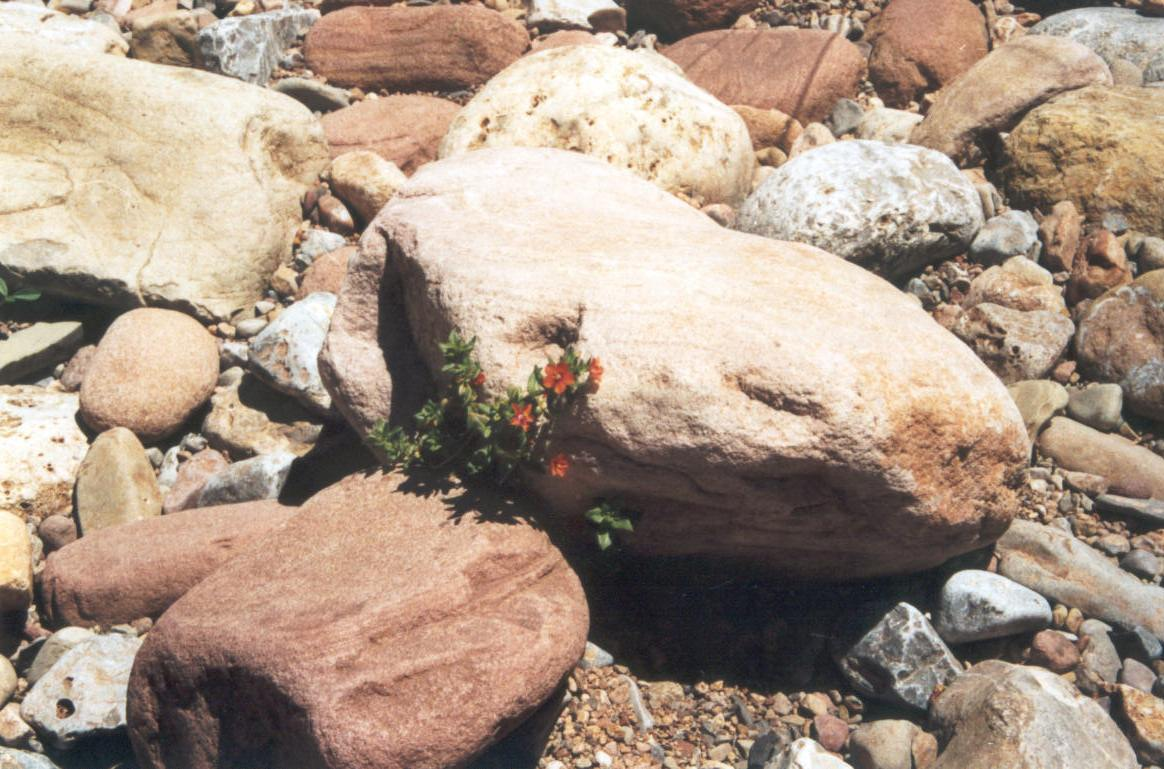
Una planta creix en la llera seca de la rambla o barranc de Olocau (València), aprofitant la humitat retinguda pels blocs i la grava.

Les rambles són típiques dels paisatges mediterranis i semidesèrtics o esteparis, amb característiques similars als uadis, que predominen en els climes encara més secs.
Les rambles són lleres obertes per la circulació concentrada d'aigües durant pluges intenses, capaces d'excavar el sòl a causa de la força amb la qual corre l'aigua. El fet d'activar l'erosió en lleres obertes en sediments prèviament dipositats, explica la desproporció existent entre la grandària de la llera i la quantitat d'aigua que porten normalment, ja que és molt més fàcil erosionar en sediments poc consolidats. Per exemple, la confluència dels rius Livenza i Tagliamento a Friuli (Itàlia), que són veritables rius i no podríem catalogar de rambles en sentit estricte, presenta una amplada de la llera de 2800 metres i l'enorme superfície del mateix en aquest punt no arriba a estar gairebé mai coberta completament per les aigües.
- L'existència d'una llera tan àmplia amb relació a la seva longitud és una característica de les rambles que també es pot veure en alguns rius de règim torrencial. Les rambles tenen de vegades una gran capacitat de transport (competència) pel que és molt freqüent l'existència de grans blocs, còdols, grava i sorra, formant un conjunt molt heterogeni de roques de procedència diversa, com es veu en el llit del barranc d'Olocau, pels colors diferents (gres vermell, calcària grisenca, etc.) el que ens indica l'erosió en capes o estrats diferents.
- Les rambles són pròpies d'ambients amb clima mediterrani, el qual es caracteritza per escasses i irregulars precipitacions, però que poden ser intenses de vegades. Per això estan associades a règims torrencials. Poden estar seques durant mesos o anys i en unes hores recollir grans cabals.

## Toponímia

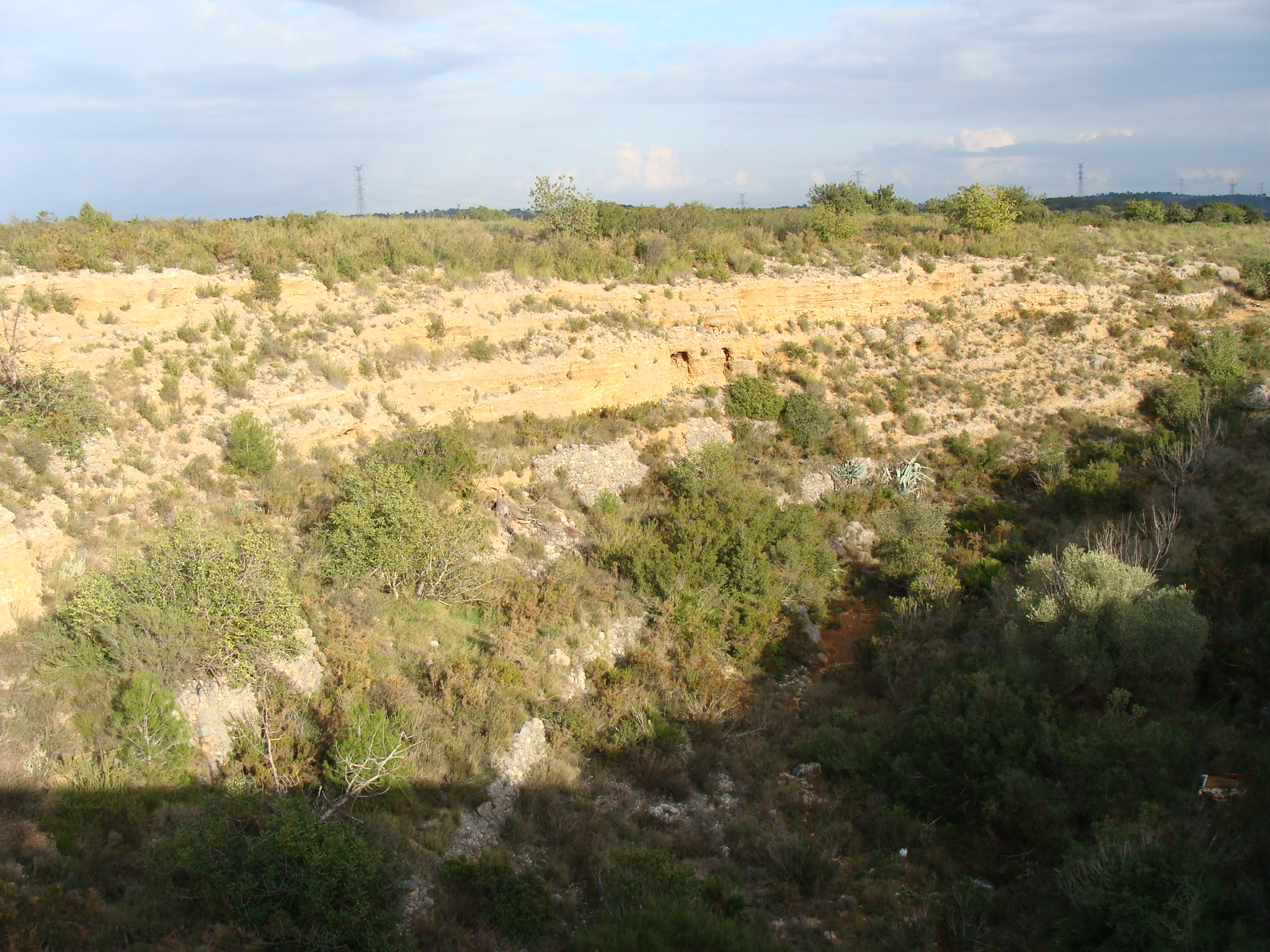
En aquesta imatge, presa des del pont del camí a La Colaita poden veure els estrats de greda, calcària i marga sobre els quals s'ha encaixat una rambla. I també es poden veure al centre de la imatge alguns treballs de conservació de la llera fets pels mateixos agricultors que han construït murs de calcària grisa, per tal de limitar l'erosió en el mateix llit.

El nom de Rambla en la toponímia de la península Ibèrica és molt freqüent, per exemple: La Rambla (localitat de la província de Còrdova), Rambla d'Algemesí (província de València), Rambla de la Vídua (província de Castelló), Rambla de les Ovelles en Alacant, etc. Com veiem, el toponímic "Rambla" no es limita als Països de parla catalana, sinó que està més estès a gairebé totes les regions on l'empremta de l'expansió musulmana a la península Ibèrica va resultar més intensa. I les característiques geomorfològiques de les rambles fan que la delimitació entre rambla i riu des del punt de vista toponímic no sigui clara i distintiva. És per això que el nom de Rambla d'Algemesí, referit al riu Magre, ha estat utilitzat moltes vegades, com podem observar en l'obra mestra d'Antonio José de Cavanilles sobre el Regne de València. Però si no s'hauria d'anomenar "Rambla" al riu Magre perquè és un riu amb un cabal permanent, sí que es pot emprar aquesta denominació per l'enorme quantitat d'al·luvions i pedra rodada que té en la conca inferior, per la qual que té una amplada molt més gran de la que hauria de tenir: la Rambla d'Algemesí o riu Magre, que té una amplada d'uns 50 metres en la llera canalitzada de la seva desembocadura, arriba a uns 220 metres al pont de la carretera de Carlet i encara més uns quilòmetres aigües amunt d'aquesta ciutat.
Les rambles solen tenir lleres pràcticament seques durant tot l'any, per la qual cosa la seva flora i fauna solen ser bastant escasses. Algunes plantes poc exigents, però, solen aprofitar els marges i fins a les mateixes vies per créixer i colonitzar noves àrees, com el baladre, el margalló (Chamerops humilis), espècies xeròfites com les figueres de moro i moltes altres del matoll mediterrani. L'ocupació humana de rambles i barrancs ocasiona danys i greus contratemps en aquells casos en què no es té en compte la possibilitat d'avingudes sobtades o no es realitzen prèviament aquells treballs requerits per minimitzar o evitar els efectes nocius de les inundacions. En el quadre es mostren alguns exemples del problema de les inundacions en les rambles.
| Rambla  | m³/s  | Data | Lloc de l'aforament      |
| ------- | ----- | ---- | ------------------------ |
| Nogalte | 1.974 | 1973 | Puerto Lumbreras, Múrcia |
| Ovelles | 400   | 1982 | Alacant, País Valencià   |
| Vídua   | 1.500 | 1962 | Castelló, País Valencià  |

I aquestes observacions poden fer-se extensives a molts rius. Se solen instal·lar cultius, xalets o casetes de camp, càmpings o aparcaments de vehicles. En cas de tempesta, l'aigua que baixa per la rambla pot arrossegar edificacions, vehicles i persones. Les inundacions a l'Estat de Vargas, el desembre de 1999, és molt significatiu per il·lustrar el poder destructiu de les aigües torrencials de les rambles, torrents o quebradas, nom que es fa servir en diversos països de Llatinoamèrica.
De vegades, les poblacions han anat creixent als costats d'una rambla, que s'ha convertit al carrer principal, després de canalitzar-les i cobrir-les. En Barcelona capital, la Rambla és potser la seva avinguda més coneguda. També a la ciutat d'Alacant una de les principals avingudes del centre es diu Rambla de Méndez Núñez i està sobre l'antiga riera de Canicia, en Almeria la seva Rambla de Federico García Lorca, sobre la riera de Betlem. El mateix succeeix a Argentina i Uruguai.

## Importància econòmica

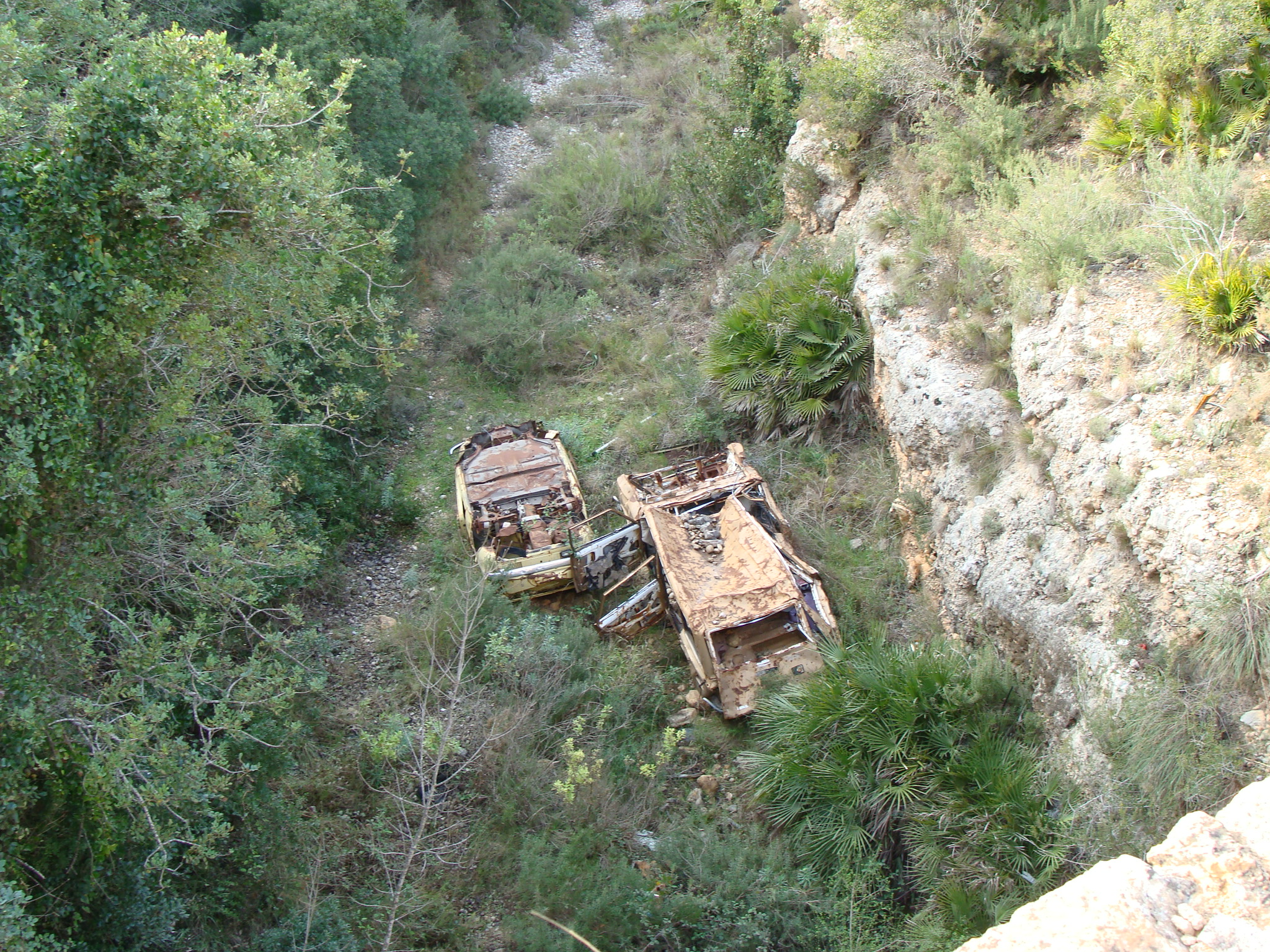
Es pot veure a la llera de la Rambla de la Colaita, a la conca hidrogràfica del riu Magre, la ferralla de dos vehicles, el que posa de manifest un ús no gaire favorable d'aquest llit des del punt de vista ecològic.

Les rambles poden obrir lleres que, en alguns casos, poden convertir-se en rutes naturals obertes en el relleu. Succeeix això amb major freqüència en els climes molt més àrids que a les zones de clima mediterrani, en aquells llocs on en èpoques més plujoses del passat es van obrir profunds congostos o llits que posteriorment van romandre secs o amb poc cabal durant milers d'anys. És un fet bastant freqüent en l'Oest dels Estats Units, en moltes zones d'Àfrica i d'Àsia. L'exemple de la ciutat de Petra (Jordània) és un cas exemplar en aquest sentit. A la Península Ibèrica, hi ha bastants exemples de camins i vies de comunicació que usen els congosts i valls obertes per les rambles encara que la majoria d'elles s'empren com a camí de bestiars, excepte en els casos en què resulten massa estretes com, per exemple, el barranc de l'Infern que dona directament al Segre, o el barranc de la Maimona en Montanejos (Castelló).
A la Rambla de la Vídua (també a Castelló), s'empra la seva llera àmplia com reservori o represa a la presa de Maria Cristina. També s'usen per obtenir grava, sorra i còdols per a la construcció. Per regla general, les rambles tenen lleres molt desproporcionades amb el cabal escàs i esporàdic que porten. No obstant això, aquesta qualitat resulta un enorme avantatge quan es presenten pluges extraordinàriament copioses, ja que serveixen de drenatge natural per a la major part de les aigües. Els agricultors i la població en general, han de tenir molta cura amb l'ús de les rambles amb fins agrícoles o urbanístics, ja que són, per les seves pròpies característiques, zones de risc ambiental permanent en molts casos.

## Algunes rambles urbanes

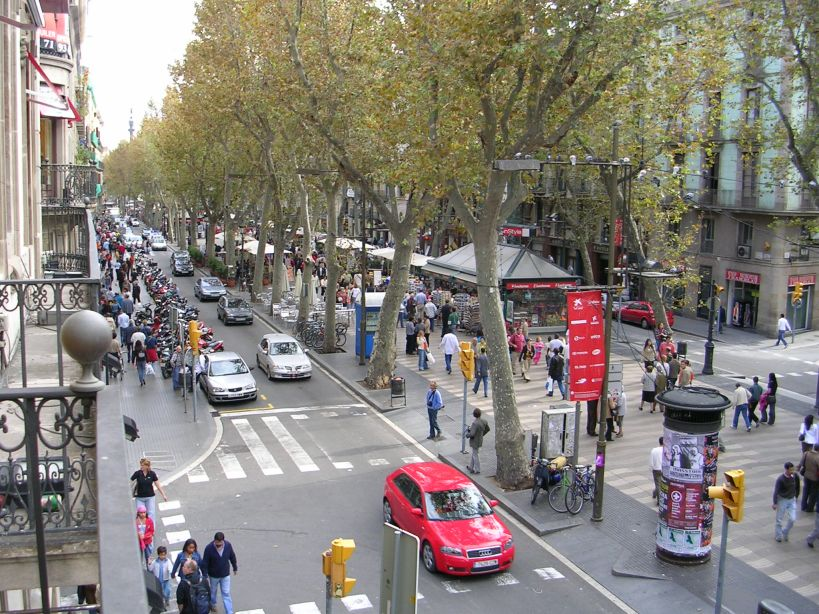
La Rambla de Barcelona

- La Rambla i la Rambla de Catalunya, a Barcelona. Altres rambles barcelonines conegudes són, entre d'altres, la del Poblenou i la del Raval.
- La Rambla de Palma, a Mallorca.
- La Rambla de Santa Cruz, a Santa Cruz de Tenerife.
- La Rambla d'Ègara, el passeig central de Terrassa.
- La Rambla de Ferran, a l'eixample de Lleida.
- La Rambla de la Llibertat, vora l'Onyar, a Girona.
- La Rambla de Méndez Núñez, a Alacant.
- La Rambla de Sabadell, el Passeig de la Rambla de Badalona, la Rambla de Mataró, la Rambla Principal de Vilanova i la Geltrú, etc.
- La Rambla de Montevideo, una avinguda llarga sobre la costa del Riu de la Plata, Uruguai.